# Departamento de Godoy Cruz
Departamento de Godoy Cruz är en kommun i Argentina.   Den ligger i provinsen Mendoza, i den centrala delen av landet, 1 000 km väster om huvudstaden Buenos Aires. Antalet invånare är 182 977. Arean är 75 kvadratkilometer.
Terrängen i Departamento de Godoy Cruz är platt åt sydost, men åt nordväst är den kuperad.
Runt Departamento de Godoy Cruz är det i huvudsak tätbebyggt. Runt Departamento de Godoy Cruz är det mycket tätbefolkat, med 2 431 invånare per kvadratkilometer.